# هانا لاخمن
هانا لاخمن (لهستانی: Hanna Lachman؛ زادهٔ ۲۰ ژوئن ۱۹۳۷) بازیگر و صداپیشه اهل لهستان است.
از فیلم‌ها یا مجموعه‌های تلویزیونی که وی در آن‌ها نقش داشته‌است، می‌توان به رانندگان جایگزین، خانه، عملیات زرادخانه، خانه کشیش و لغزش اشاره نمود.